# Saint-Aubin-des-Chaumes
Saint-Aubin-des-Chaumes è un comune francese di 73 abitanti situato nel dipartimento della Nièvre nella regione della Borgogna-Franca Contea.

## Società

### Evoluzione demografica
Abitanti censiti